# 花鳥風月 (レミオロメンの曲)
「花鳥風月」（かちょうふうげつ）は、レミオロメンの配信限定シングル。

## 概要
- 配信限定シングルだと前作「Sakura」から約1年、CDシングルを含めると前作「恋の予感から」から約3ヶ月での発売。
- テレビ朝日系木曜ドラマ『エンゼルバンク 転職代理人』の主題歌。
- 2010年2月10日、期間限定レンタル専用CD「春〜花鳥風月〜」に収録。
- 2010年3月3日発売の5thアルバム『花鳥風月』に収録。

## 収録曲
1. 花鳥風月
（作詞・作曲：藤巻亮太　編曲：レミオロメン＆トーレ・ヨハンソン）

## 収録アルバム
- 花鳥風月 (#1)
- 春〜花鳥風月〜 (#1)